# Magnus Lagerström
Magnus Lagerström est un homme d'affaires, écrivain et traducteur suédois, né à Stettin (en Poméranie, alors sous contrôle suédois), le 16 décembre 1691, et mort à Göteborg, le 5 juillet 1759.
Après avoir rejoint la Compagnie suédoise des Indes orientales en 1738, il en devient l'un des directeurs en 1746. Il profite des fonctions qu'il occupe au sein de cette entreprise commerciale pour constituer de riches collections en provenance des Indes orientales et de Chine, notamment en ethnographie et en histoire naturelle, et en fait don à la famille royale suédoise et au naturaliste Carl von Linné (1707-1778). Ce dernier lui a d'ailleurs rendu hommage en lui dédiant le genre botanique Lagerstroemia de la famille des Lythracées.
Comme écrivain, Magnus Lagerström est notamment l'auteur d'ouvrages consacrés à la Bible et au commerce avec les Indes orientales. Il a également traduit Molière, John Bunyan et Ludvig Holberg en suédois.